# Batrachotetrix
Batrachotetrix is een geslacht van rechtvleugeligen uit de familie Pamphagidae. De wetenschappelijke naam van dit geslacht is voor het eerst geldig gepubliceerd in 1838 door Burmeister.

## Soorten
Het geslacht Batrachotetrix omvat de volgende soorten:
- Batrachotetrix acutus Saussure, 1888
- Batrachotetrix braini Uvarov, 1931
- Batrachotetrix bufo Burmeister, 1838
- Batrachotetrix cantans Saussure, 1888
- Batrachotetrix granulata Herbst, 1786
- Batrachotetrix hemiptera Uvarov, 1931
- Batrachotetrix loricatus Saussure, 1884
- Batrachotetrix nana Uvarov, 1931
- Batrachotetrix peringueyi Saussure, 1888
- Batrachotetrix pistrinarius Saussure, 1884
- Batrachotetrix scutellaris Walker, 1870
- Batrachotetrix scutigera Walker, 1870
- Batrachotetrix stolli Saussure, 1884
- Batrachotetrix tectinota Uvarov, 1931
- Batrachotetrix turneri Uvarov, 1931